# Anaglifo

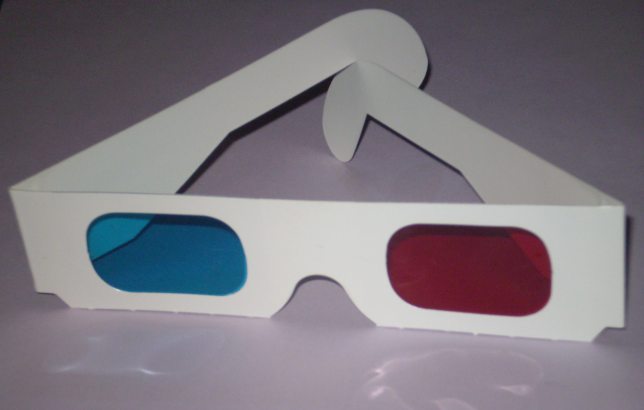
Los filtros de papel producen un efecto aceptable de tres dimensiones a un bajo costo y se pueden distribuir fácilmente.

Las imágenes de anaglifo o anaglifos son imágenes de dos dimensiones capaces de provocar un efecto tridimensional cuando se ven con lentes especiales (lentes de color diferente para cada ojo).
Se basan en el fenómeno de síntesis de la visión binocular y fue patentado por Louis Ducos du Hauron en el 1891 con el nombre de este artículo. Las imágenes de anaglifo se componen de dos capas de color, superimpuestas pero movidas ligeramente una respecto a la otra para producir el efecto de profundidad. Usualmente, el objeto principal está en el centro, mientras que lo de alrededor y el fondo están movidos lateralmente en direcciones opuestas. La imagen contiene dos imágenes filtradas por color, una para cada ojo. Cuando se ve a través de las Gafas anaglifo, se revelará una imagen tridimensional. La corteza visual del cerebro fusiona esto dentro de la percepción de una escena con profundidad.
Estas imágenes han vuelto a despertar interés debido a la presentación de imágenes y vídeos en Internet. Videojuegos, películas de cine y DVD también se han exhibido con el proceso de anaglifos; asimismo para la ciencia y el diseño, donde la percepción de profundidad es útil, se han elaborado imágenes tridimensionales. Un ejemplo es proporcionado por la NASA, que usa dos vehículos orbitales para obtener imágenes en 3D del Sol.

## Producir imágenes de anaglifo
Para crear un anaglifo es primordial tener dos fotos, tomadas en el mismo momento (para mantener iguales condiciones de luz y de escenografía); las fotos deben enfocar el mismo objeto, moviendo lateralmente la cámara entre 3 y 5 cm para la segunda fotografía. El montaje se puede realizar con un programa muy sencillo, como Anamaker (que se puede descargar libremente desde el sitio Xaluvier's 3-D).
Estas fotos deben ser tomadas con filtros de forma que solo capten una parte de la luz recibida tomando como base que la luz se emite en tres colores, Rojo, verde y azul), si no se dispone de estos filtros, se puede usar retoque fotográfico como Adobe Photoshop o Gimp.
Los pasos generales a seguir utilizando filtros, son los siguientes :
- Tomar la foto derecha con el filtro que no deje pasar el rojo
- Tomar la foto izquierda con el filtro que no deje pasar ni el verde ni el azul
- Montar las imágenes, generalmente con diapositivas bajo un proyector.

Un procedimiento más sencillo es usar una cámara digital y un software de retoque fotográfico. Para este ejemplo, se realizará en Adobe Photoshop
- Tomar las dos fotos, con una distancia de entre 3 y 5 cm enfocando a un punto en concreto pero no es necesario.
- Para la foto que representa al ojo izquierdo, en la paleta Canales se eliminan los colores Azul y Verde.
- Para la foto que representa al ojo derecho, en la paleta Canales se elimina el canal Rojo.
- La foto representante del ojo izquierdo se arrastra hasta la otra foto, superponiéndola y aplicando la propiedad de capa Trama (o Dividir, dependiendo de la versión de Photoshop). Si se realiza en GIMP, se debe retocar cada foto, en una capa distinta, con Niveles, eliminando los colores azul y verde para la foto correspondiente al ojo izquierdo y eliminado el nivel rojo para la foto correspondiente al ojo derecho. A continuación se selecciona una capa y se elige el modo Diferencia.

## Cómo funcionan
Ver anaglifos a través de filtros de color apropiados da como resultado que cada ojo observa una imagen levemente diferente. En un anaglifo rojo-azul (más exactamente, cian, que es el complementario del rojo) por ejemplo, el ojo cubierto por el filtro rojo ve las partes rojas de la imagen como "blancas" y las partes azules como "oscuras" (el cerebro produce la adaptación de los colores). Por otro lado, el ojo cubierto por el filtro azul percibe el efecto opuesto. El resto de la composición son percibidas iguales por los ojos. El cerebro fusiona las imágenes recibidas de cada ojo, y las interpreta como una imagen con profundidad.
Los filtros hechos de papel celofán no compensan la diferencia en longitud de onda de los filtros rojo y cian. Por lo tanto con estas simples gafas, la imagen roja es un poco borrosa, cuando ve una imagen anaglifa en el computador o impresa. La mejor calidad se obtiene con lentes de acrílico moldeados, empleados para compensar la dioptría y balancear el enfoque del filtro rojo con el cian.
La corrección es de sólo 1/2 + en el filtro rojo, por lo que personas con miopía manifiestan incomodidad con la diferencia en los lentes, al ser una imagen ligeramente más grande que la otra.

## 3D en películas
De 1952 a 1955, este tipo de películas fueron muy populares con más de 40 títulos creados. Pero el sistema mayoritario de proyección no fue el sistema por imágenes anaglifas, sino el sistema por polarización usando un doble proyector enclavijado (dual-projector interlocked). Hubo un resurgimiento del interés 3D en los años 60, los años 1970 y los años 80 debido a la simplificación de la proyección polarizada estéreo en “los procesos de la sola tira” iniciados por Obler (Spacevision) y Silliphant (Stereovision). Stereovision seguía siendo el formato principal para la distribución de las películas de 35mm de 3D hasta la aparición del más grande, formato 3D de IMAX 70mm.

## Galería

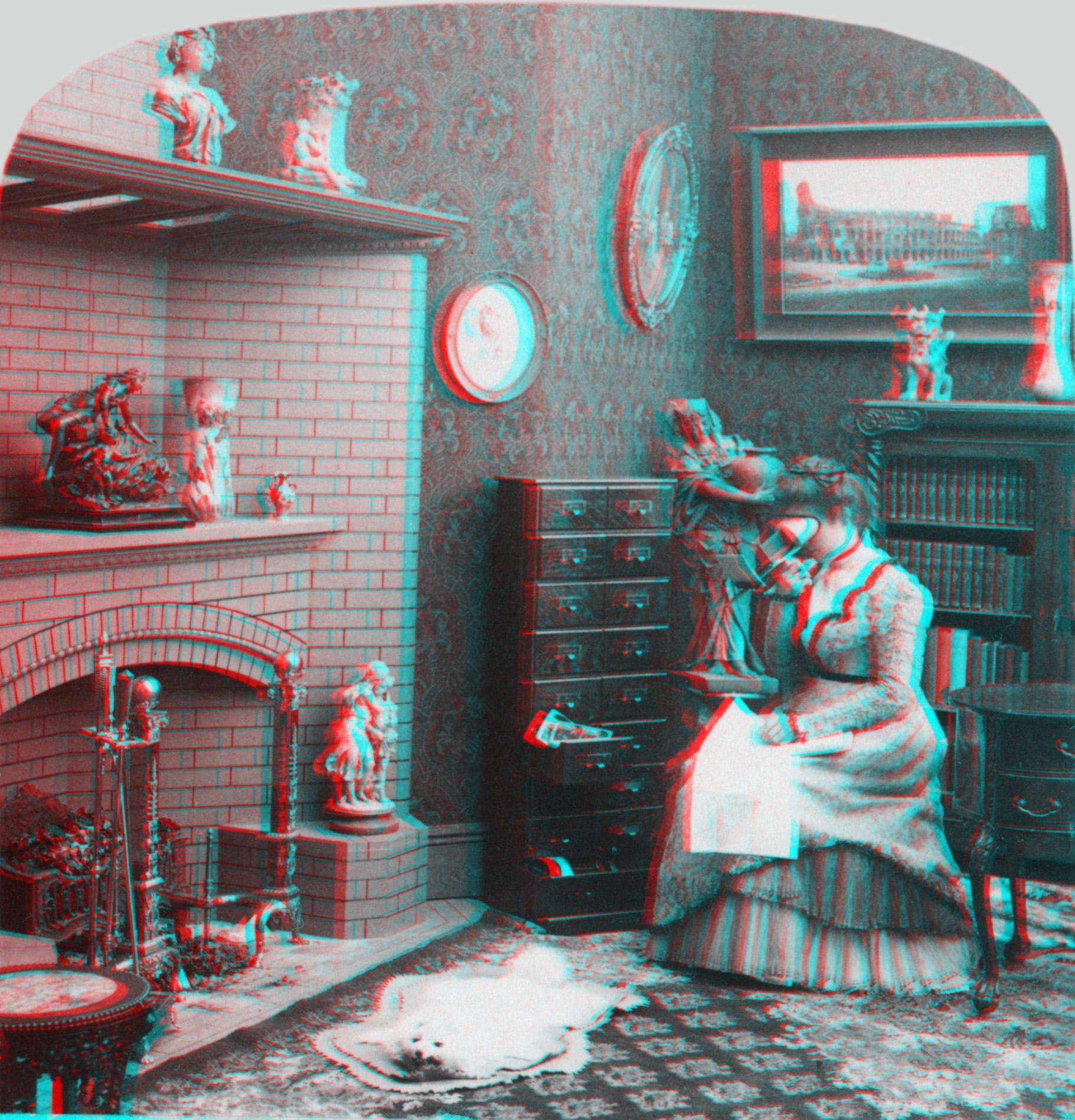
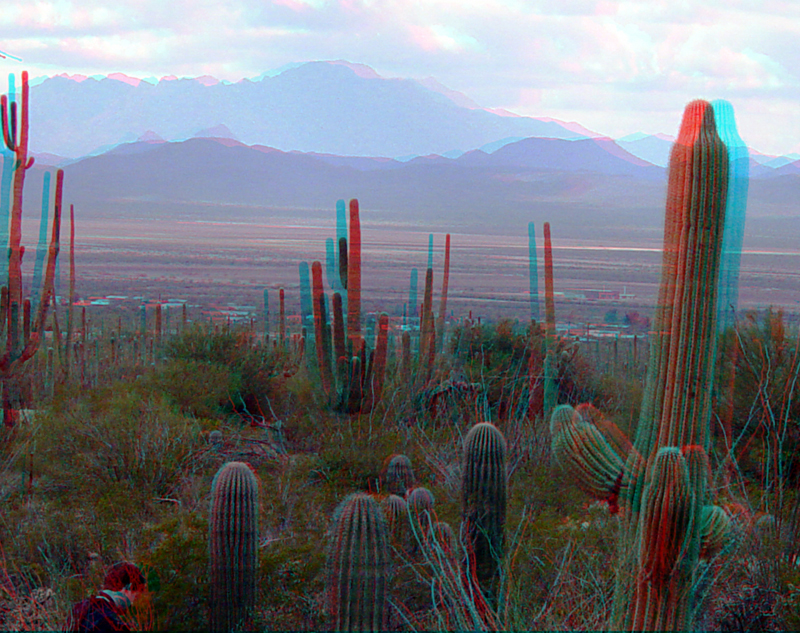
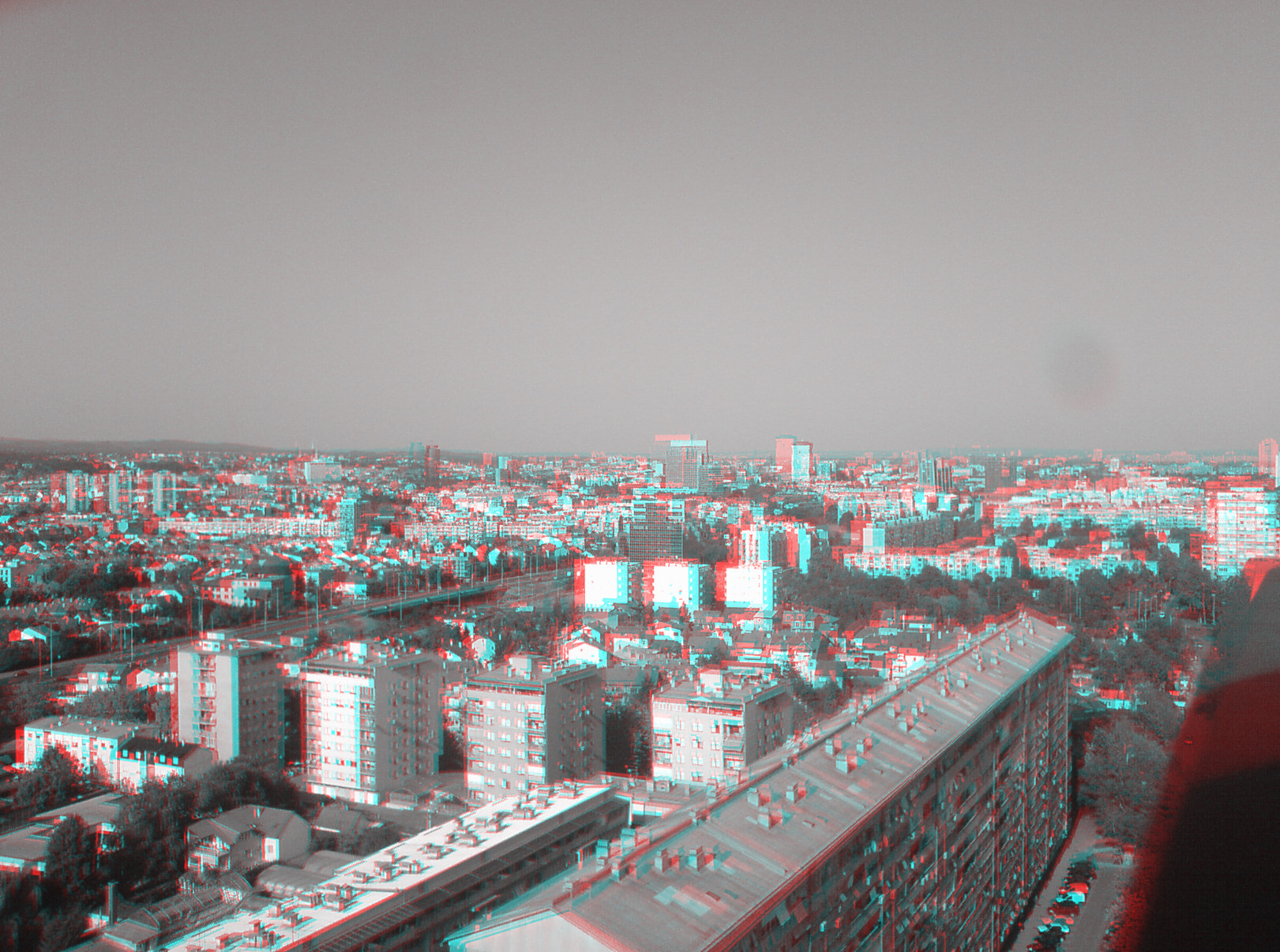
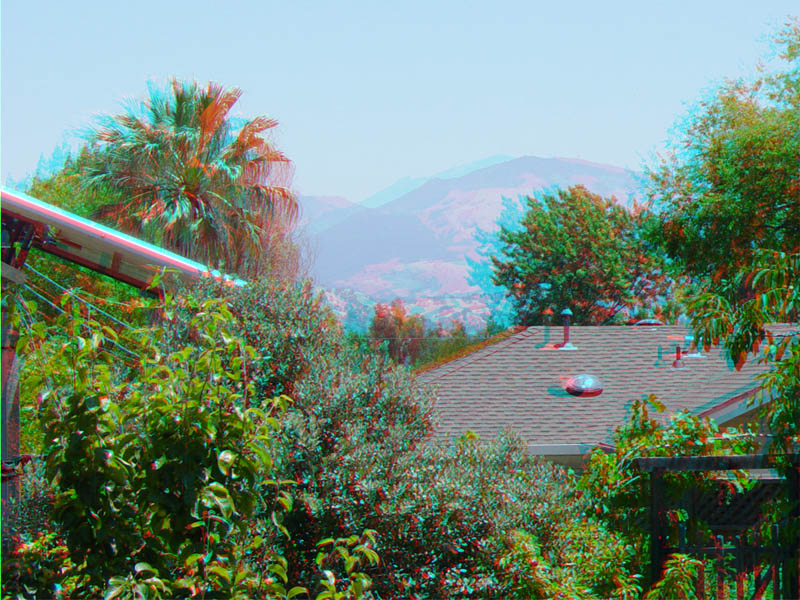
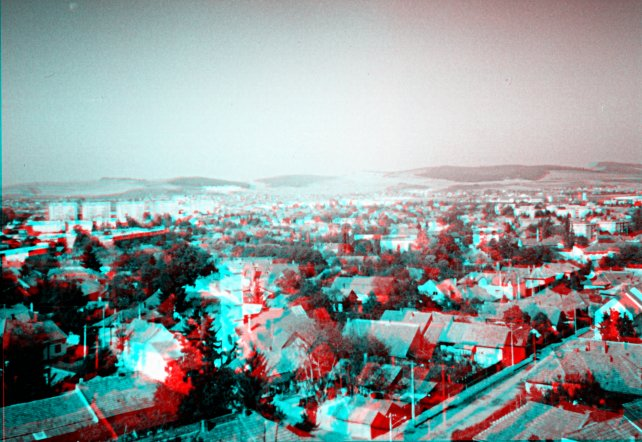
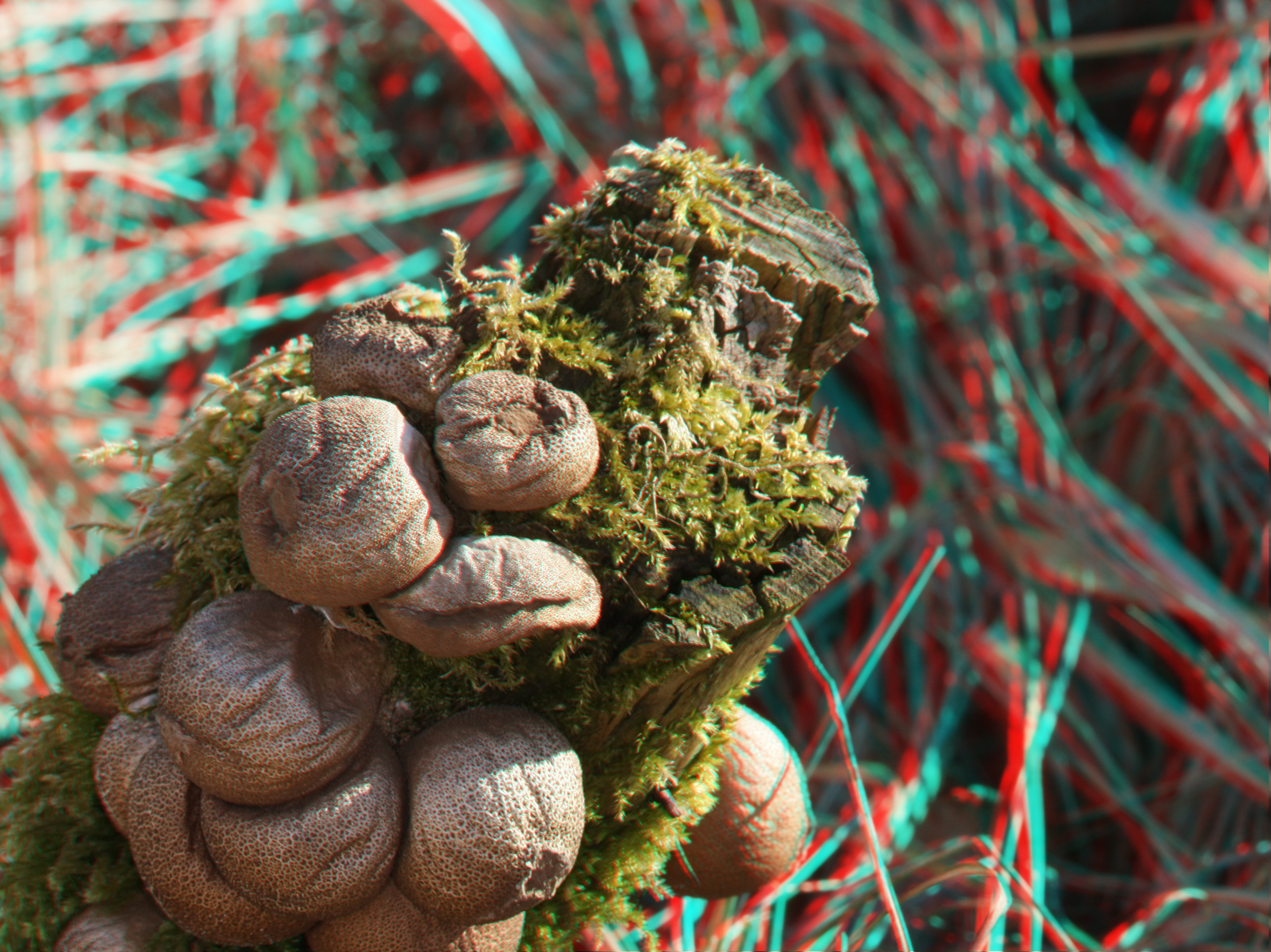
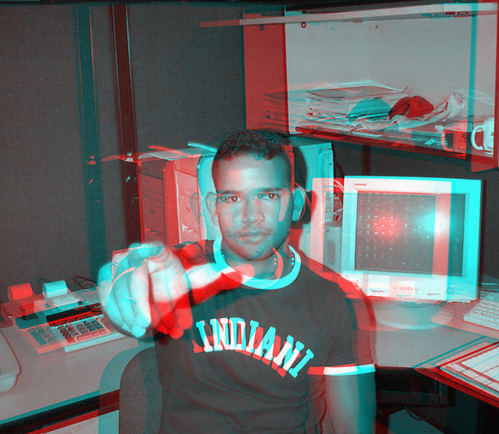